# Nemcia epacridoides
Nemcia epacridoides là một loài thực vật có hoa trong họ Đậu. Loài này được (Meissner) Crisp mô tả khoa học đầu tiên.